# Peter Cincotti
Peter Cincotti (New York, 11 juli 1983) is een Amerikaanse moderne jazzzanger, songwriter en pianist.

## Biografie
Cincotti begon met spelen op een speelgoedpiano toen hij drie jaar oud was. Toen hij op de middelbare school zat, trad hij regelmatig op in verschillende clubs in Manhattan, en speelde in het Witte Huis. Op het Montreux Jazz Festival van 2000 won hij een prijs voor een bewerking van Dizzy Gillespies "A Night in Tunisia".
In 2004 speelde Cincotti een kleine rol in de film Beyond the Sea, en droeg hij bij aan de soundtrack van de film. Ook speelde hij een kleine rol in de film Spider-Man 2. Zijn nummer "December Boys" is de titeltrack van de film December Boys, waarin Daniel Radcliffe meespeelt.
Zijn debuut-cd, Peter Cincotti, is een compilatie van traditionele en populaire jazznummers en enkele nummers die Cincotti zelf geschreven heeft. Zijn tweede cd, On the Moon, bevat meer eigen werk maar behoudt dezelfde formule als het eerste album. Het album, East of Angel Town, bevat alleen maar zelfgeschreven nummers en verscheen in Nederland en België op 8 november 2007. Het werk aan dit album begon toen Cincotti een team vormde met de Grammy-winnaar David Foster, producent Humberto Gatica en Jochem van der Saag. East of Angel Town richt zich meer op popmuziek en rockmuziek met jazz invloeden, waar Cincotti's eerste twee albums meer jazz-georiënteerd beschouwd worden.

## Discografie
- Peter Cincotti (2003)
- My Favorite Time of Year (2003)
- On the Moon (2004)
- East of Angel Town (2007)
- Metropolis (2012)

## Hitnoteringen
| Single met hitnotering(en) in de Vlaamse Ultratop 50 | Datum van verschijnen | Datum van binnenkomst | Hoogste positie | Aantal weken | Opmerkingen |
| ---------------------------------------------------- | --------------------- | --------------------- | --------------- | ------------ | ----------- |
| Goodbye Philadelphia                                 |                       | 25-11-2007            | 21              | *7           |             |

## DVD en video
- Live in New York (2004)